# Sommariva del Bosco
Pour les articles homonymes, voir Sommariva.
Sommariva del Bosco (en français  Sommerive) est une commune italienne de la province de Coni, dans la région Piémont.

## Administration
| Période                                  | Période | Identité | Étiquette | Qualité |
| ---------------------------------------- | ------- | -------- | --------- | ------- |
|                                          |         |          |           |         |
| Les données manquantes sont à compléter. |         |          |           |         |

### Communes limitrophes
Baldissero d'Alba, Caramagna Piemonte, Carmagnole, Cavallermaggiore, Ceresole Alba, Racconigi, Sanfrè, Sommariva Perno